# George A. Romero
George Andrew Romero (Nueva York, Nueva York; 4 de febrero de 1940-Toronto, Ontario; 16 de julio de 2017)fue un director, guionista y actor de cine estadounidense-canadiense. Fue famoso por sus películas de terror relacionadas con muertos vivientes, en las que se muestra una crítica sobre varios aspectos de la sociedad contemporánea.Si bien no fue el primero en hacer este tipo de películas, es considerado por muchos el creador del arquetipo zombi en la cultura popular, al incorporar varios de los elementos propios de este tipo de criaturas.Gran parte de las características utilizadas en sus películas fueron luego emuladas por otros directores.

## Biografía

### Primeros años
Romero nació en Nueva York y fue criado en el distrito de Bronx; su padre y su madre —George M. y Anne Romero (nacida Dvorski)— eran de ascendencia española y lituana, respectivamente. Su abuelo paterno nació en el municipio español de Mourela de Enmedio (Neda), en el fondo de la ría de Ferrol, y emigró a Cuba, aunque siempre regresaba a España cuando su mujer estaba embarazada, porque quería que sus hijos nacieran en su país. Es por eso que, aunque fuera circunstancialmente, también el padre de George A. Romero, Jorge Marino Romero, nació en España, posiblemente en La Coruña, y allí vivió hasta los dos años de edad. Se crio en Cuba, pero emigró muy joven a Nueva York, al Bronx, donde se instalaría finalmente y se casaría con Ann Dvorski.
Su padre trabajó como artista comercial. Durante su infancia hizo algunas películas con una cámara de 8 mm, siendo sus influencias Michael Powell y Orson Welles. Romero estudió en la Universidad Carnegie Mellon de Pittsburgh. Tras graduarse en 1960, comenzó su carrera cinematográfica grabando cortometrajes y trabajando en el programa de televisión Mister Rogers' Neighborhood. También grabó comerciales para The Latent Image, una compañía que fundó junto a John Russo y Russell Streiner. Durante este periodo, el trío se aburrió de hacer comerciales y decidieron filmar una película de terror. Romero se basó en la novela de Richard Matheson Soy leyenda para crear su primera película sobre muertos vivientes.

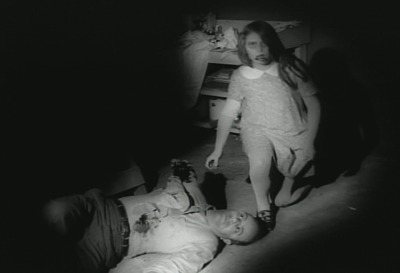
Escena de la película La noche de los muertos vivientes (1968).

Junto a John Russo, Russell Streiner, Karl Hardman y Marilyn Eastman, fundó la productora Image Ten Productions a fines de los años 1960, reuniendo aproximadamente $114.000 para financiar La noche de los muertos vivientes. La película, dirigida por Romero y escrita junto a John A. Russo, fue filmada en blanco y negro utilizando una película de 35 mm y estrenada en 1968. La cinta muestra cómo los muertos vuelven a la vida, siendo sus principales características la violencia y el canibalismo, característica presente en las demás películas de la serie.
Aunque la palabra "zombi" no es empleada en ningún momento, muchos consideran esta película la base de este subgénero, sirviendo además como influencia para varias otras películas y videojuegos. Tras una década de reestrenos, la película recaudó $12 millones en Estados Unidos y $30 millones a lo largo del mundo. En 2001, el American Film Institute la agregó a la lista de los 100 mejores thriller de la historia, específicamente al puesto número 93. La revista Time, por su parte, la ubicó entre las 25 mejores películas de terror de la historia.
La película se encuentra en el dominio público, ya que la distribuidora original, Walter Reade Organization, no agregó el símbolo de derecho de autor en los créditos. La ley de derechos de autor de Estados Unidos necesitaba este requisito para determinar la situación de cualquier obra. Image Ten había agregado el símbolo en el título original de la película, Night of the Flesh Eaters. Sin embargo, la distribuidora lo eliminó al cambiar el título.

### Años 1970
Las siguientes películas realizadas por Romero no fueron muy populares: There's Always Vanilla (1971), Season of the Witch (1972) y The Crazies (1973). Aunque no igualaron el éxito de La noche de los muertos vivientes, estos trabajos también presentaban una crítica social. The Crazies posee algunas similitudes con las películas de muertos vivientes de Romero, ya que muestra cómo un arma biológica cambia el comportamiento de los seres humanos, quienes se vuelven violentos. Otra película estrenada durante estos años fue Martin, presentada en el Festival de Cine de Cannes en mayo de 1977. En la cinta el director trata el tema de los vampiros, pero desde un punto de vista más psicológico. Al igual que muchos de sus trabajos, se filmó en la ciudad de Pittsburgh.
En 1978, Romero regresó al género de los muertos vivientes con la cinta Dawn of the Dead. La historia cuenta cómo un grupo de sobrevivientes trata de refugiarse de los zombis en un centro comercial. Utilizando $1,5 millones de dólares, la película recaudó cerca de $40 millones alrededor del mundo. El crítico de cine Roger Ebert la catalogó como "una de las mejores películas de terror jamás creadas". Fue además ubicada en el puesto número 27 de las "50 mejores películas de culto" por la revista Entertainment Weekly en mayo de 2003. En octubre de 2007, Stylus Magazine la nombró la mejor película de zombis de la historia.
En algunos países de Europa, como Italia y España, la película se distribuyó bajo el título Zombi. En 1979, Lucio Fulci estrenó la cinta Zombi II; sin embargo, esta no presentaba conexión alguna con la película de Romero, salvo la presencia de muertos vivientes.

### Años 1980
A principios de la década de 1980, Romero dirigió Knightriders (1981), película que muestra cómo los protagonistas realizan torneos medievales de justa en sus motocicletas; y Creepshow (1982), escrita por Stephen King y basada en los cómics de terror de los años 1950. Esta película estaba compuesta por varios cortometrajes. Tras el éxito de la cinta, Romero produjo una serie de televisión titulada Tales from the Darkside en 1984. Al igual que Creepshow, la serie se basaba en cómics de terror como Tales from the Crypt y The Vault of Horror.
Romero incluyó en su saga de muertos vivientes una tercera película, titulada El día de los muertos y estrenada en 1985. En la película, los sobrevivientes se refugian en una estación militar subterránea, surgiendo diversos conflictos entre los protagonistas. Se puede observar además una evolución en el comportamiento de los muertos vivientes, especialmente en Bub, un zombi que fue estudiado por los científicos de la estación.
En 1987 trabajó como guionista en Creepshow 2, siendo Michael Gornick el director de la cinta. Posteriormente dirigió Monkey Shines (1988), película basada en la novela homónima de Michael Stewart. La historia se centra en un tetrapléjico que utiliza a un mono como ayudante; sin embargo, el animal comienza a tener un extraño comportamiento.

### Años 1990
En 1990 reescribió el guion original de La noche de los muertos vivientes y participó como productor ejecutivo en el remake dirigido por Tom Savini. Savini había trabajado con anterioridad junto a Romero, principalmente como encargado de maquillaje y efectos especiales en varias de sus películas. Uno de los principales cambios en la trama fue la nueva personalidad de Barbara, quien pasa a ser más independiente y fuerte. El cambio, según Romero, fue realizado con el objetivo de mejorar la primera versión del personaje.
A principios de la década, Romero dirigió Two Evil Eyes (1990) junto al italiano Dario Argento. La película está dividida en dos secciones basadas en relatos del escritor Edgar Allan Poe. Romero estuvo a cargo de la adaptación de La verdad sobre el caso del señor Valdemar, mientras que Argento de El gato negro.
George Romero tuvo una aparición como cameo en la película The Silence of the Lambs (1991), ganadora del Oscar y dirigida por Jonathan Demme. En la cinta interpreta a un agente del FBI.

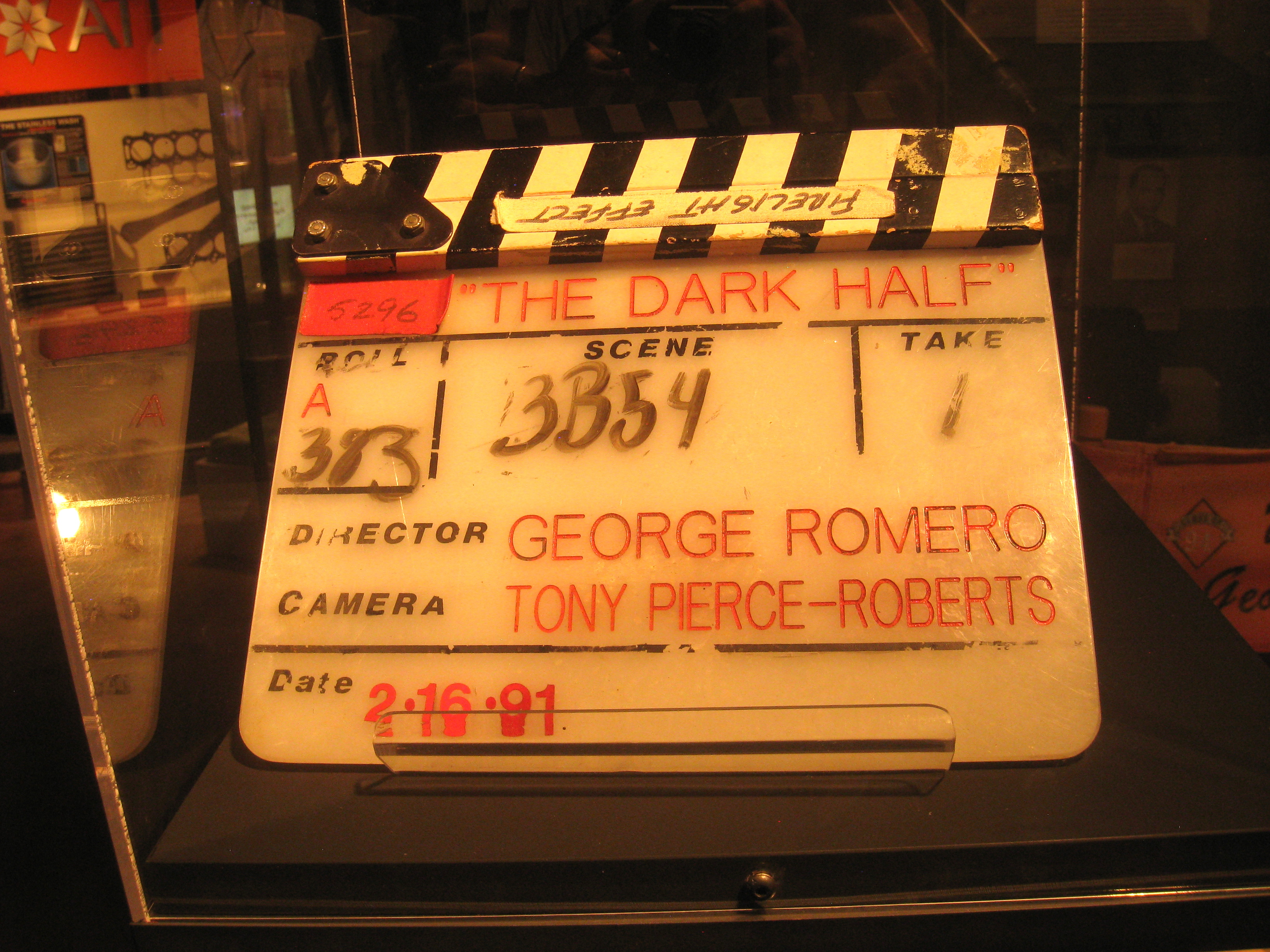
Claqueta utilizada en el rodaje de la película The Dark Half (1993).

Posteriormente dirigió The Dark Half (1993), basada en la novela homónima de Stephen King. La cinta fue protagonizada por Timothy Hutton, Amy Madigan y Michael Rooker. Fue rodada en las ciudades de Pittsburgh y Washington, en el estado de Pensilvania. Si bien estaba previsto su estreno para otoño de 1992, la situación económica de Orion Pictures hizo que se retrasara para el año siguiente. La película recaudó 10 millones de dólares.
Durante la producción de Resident Evil 2, Capcom contrató a Romero para que hiciera un comercial protagonizado por los personajes del juego, los cuales fueron interpretados por actores de carne y hueso. Tras esto, George Romero recibió una oferta para escribir y dirigir la película Resident Evil, por lo que hizo un borrador. Sin embargo, el guion fue rechazado por los productores y el proyecto pasó a manos del director Paul W.S. Anderson.
El 16 de noviembre de 1999, el bibliotecario del Congreso de Estados Unidos, James H. Billington, anunció la incorporación de La noche de los muertos vivientes de 1968 —junto a otras 24 películas— al National Film Registry de aquel país. El objetivo del registro es conservar películas, documentales y cortometrajes significativos para Estados Unidos, ya sea estética, cultural o históricamente. Entre las demás películas que fueron agregadas ese año se encuentran Duck Amuck (1953), Los diez mandamientos (1956) y Raiders of the Lost Ark (1981).

### Años 2000

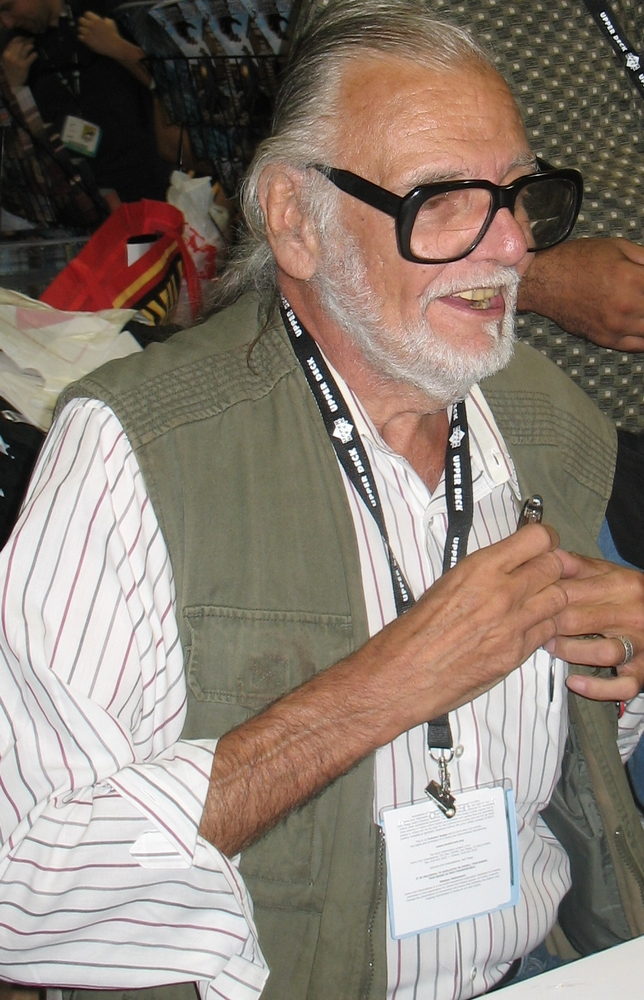
Romero en la Convención Internacional de Cómics de San Diego de 2007.

Romero tuvo un período de inactividad que duró aproximadamente siete años. Durante ese tiempo trabajó escribiendo guiones para estudios como MGM, Universal y 20th Century Fox, pero no dirigió ninguna película, hecho que lo llevó a colaborar con una compañía francesa en la realización de Bruiser. La película se estrenó en 2000 y narra la historia de un hombre que se obsesiona con una máscara blanca. La cinta está basada en la masacre del instituto Columbine, ocurrida en 1999. Sin embargo, el proyecto no obtuvo una buena respuesta por parte del público, lo cual fue asumido por el propio Romero. En una de las escenas de la película aparece la banda Misfits, que también contribuyó con dos canciones para la cinta, "Fiend Without a Face" y "Bruiser". A cambio de esto, Romero dirigió el video musical de la canción "Scream!", donde los miembros del grupo aparecen como zombis.
Entre 2004 y 2005 trabajó en una miniserie de cómics titulada Toe Tags, la cual fue publicada por la editorial DC Comics. Romero utilizó como base un guion que había escrito para una película que no pudo concretar, la cual iba a formar parte de su saga de los muertos vivientes. La serie, que consta de seis números, es protagonizada por un joven llamado Damien, quien gracias a un suero especial logra conservar la capacidad de recordar y hablar a pesar de haberse convertido en zombi. Toe Tags contó con el trabajo de los artistas Tommy Castillo, Rodney Ramos y Bernie Wrightson.
Aunque la idea de realizar una nueva película de muertos vivientes había sido evaluada hace años por Romero, su producción se vio retrasada debido a los atentados del 11 de septiembre de 2001 en Estados Unidos. Finalmente, el 24 de junio de 2005, el director estrenó una cuarta película titulada Land of the Dead (conocida anteriormente como Dead Reckoning). Fue protagonizada por Dennis Hopper, Asia Argento y John Leguizamo, entre otros. Tuvo un presupuesto de aproximadamente $15 millones de dólares, el mayor en la historia de las películas de Romero hasta ese momento. La cinta contó con los cameos de Edgar Wright y Simon Pegg, director y protagonista de Shaun of the Dead respectivamente. La respuesta por parte de la crítica fue positiva.
Romero no estuvo del todo conforme con el resultado final de Land of the Dead, por lo que decidió dirigir una nueva película, pero esta vez financiada de manera independiente. La película se tituló Diary of the Dead y fue presentada el 8 de septiembre de 2007 en el Festival Internacional de Cine de Toronto. Su estreno en los cines de Estados Unidos fue el 15 de febrero de 2008. La cinta no sigue el orden cronológico de las cuatro anteriores, ya que es un intento de comenzar una nueva franquicia de muertos vivientes. Muestra la historia de un grupo de estudiantes, que mientras hacen una película de terror en el bosque, descubren que los muertos están cobrando vida. Los jóvenes registran el momento, pensando en el impacto que causaría para su proyecto. Una de las características de la película es que forma parte del género metraje encontrado, es decir, el protagonista filma lo que va ocurriendo, al igual que en otras cintas de terror como Holocausto caníbal (1980), The Blair Witch Project (1999) y [Rec] (2007). La película tiene cameos de Stephen King, Quentin Tarantino, Wes Craven, Simon Pegg, Edgar Wright, Tom Savini y Guillermo del Toro, quienes contribuyeron con sus voces.
Aunque se anunció la producción de una segunda parte para Diary of the Dead, Romero desmintió el rumor, argumentado que para eso sería necesario utilizar a los mismos actores, cosa que no ha hecho antes.
La más reciente película de Romero, titulada Survival of the Dead, fue presentada el 9 de septiembre de 2009 en el Festival Internacional de Cine de Venecia. La historia narra la lucha de dos familias en medio de un mundo postapocalíptico donde los muertos han regresado a la vida; la disputa se basa en la manera en que ambos bandos ven la situación que aqueja al planeta. La cinta es protagonizada por Alan Van Sprang y Kenneth Welsh.

### Años 2010
Tras el estreno de la serie The Walking Dead, Romero recibió ofertas de los productores para dirigir un episodio, pero no aceptó. Según sus propias palabras: "dije que no, porque esos zombies no me pertenecen, no son idea mía". En octubre de 2011 Romero reveló estar trabajando en una adaptación del libro The Zombie Autopsies de Steven Schlozman.
En enero de 2014 Marvel comenzó a publicar un cómic titulado Empire of the Dead, escrito por Romero e ilustrado por Alex Maleev. La serie consta de 15 números, y su historia está ambientada en la ciudad de Nueva York, que se encuentra en cuarentena debido al ataque de los zombis. Además de estas criaturas, el cómic también muestra vampiros. Romero escogió llevar Empire of the Dead al cómic ya que este medio le permitía plasmar la historia en una escala mayor que una película.
Falleció el 16 de julio de 2017 por cáncer de pulmón.

## Trabajos póstumos
En una entrevista publicada en octubre de 2018, la viuda de Romero, Suzanne Desrocher, señaló que el director había escrito cerca de 50 guiones que nunca llegó a filmar. Uno de esos proyectos inconclusos, Twilight of the Dead, está siendo desarrollado de manera póstuma por su esposa y por Paolo Zelati, que había creado la idea del guion junto a Romero. La película forma parte de su saga de los muertos vivientes y fue considerada por el cineasta como el capítulo final de esa parte de su carrera.
En 2018, Desrocher también anunció la restauración de The Amusement Park, una película que Romero hizo en 1973 por encargo de la organización religiosa Lutheran Service Society of Western Pennsylvania, y que no llegó a ser estrenada de manera oficial. Tras su restauración, la cinta fue estrenada en octubre de 2019 en Pittsburgh, y en 2021 fue incluida en el servicio de streaming Shudder.
Otro trabajo que Romero no alcanzó a terminar fue la novela The Living Dead, que fue posteriormente completada por el escritor Daniel Kraus y publicada en 2020.

## Vida personal
Romero contrajo matrimonio con su novia Nancy en 1971, pero se divorció en 1978. En 1981 se casó con la actriz Christine Forrest, a quien conoció en el set de filmación de Season of the Witch (1973). Forrest participó en varias películas de Romero. En 2011 contrajo matrimonio con Suzanne Desrocher.
Romero tuvo tres hijos: Andrew, Tina y George Cameron.
Obtuvo la ciudadanía canadiense en 2009, conservando la de su país natal, Estados Unidos.

## Crítica social

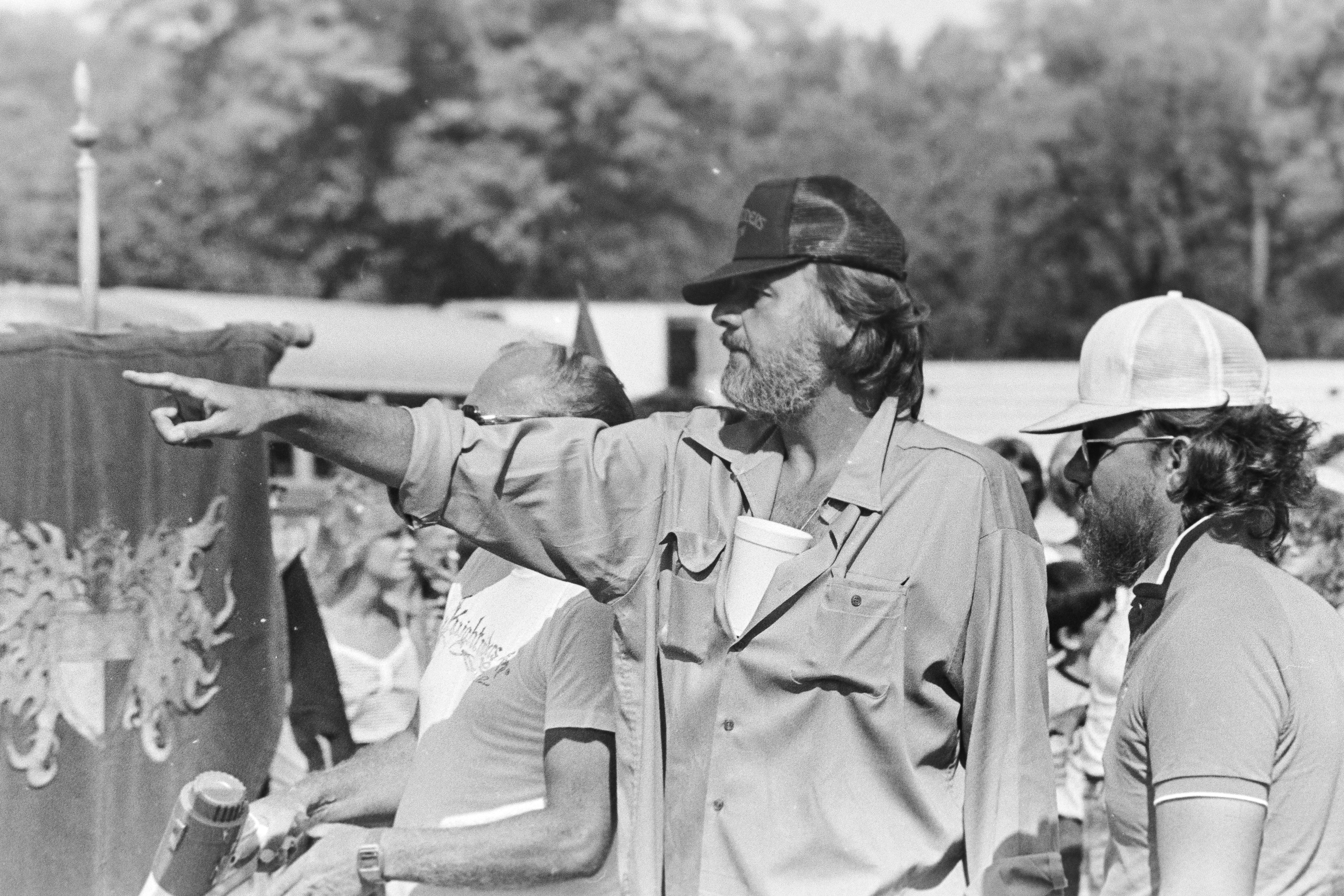
George A. Romero durante la dirección de Knightriders (1981).

Varias películas de George A. Romero muestran una crítica hacia distintos ámbitos de la sociedad contemporánea. Según palabras del director:

La fantasía es un medio para las metáforas [...] y dado que estoy atascado en este género, intento buscar nuevas formas de utilizarlo. Para al menos expresar alguna opinión o satirizar cosas y divertirme.

 Muchas veces, los protagonistas no luchan contra los zombis, sino entre ellos, debido principalmente a la presión del ambiente en el que se encuentran. Para Romero, los villanos en sus películas "son siempre los vivos, no los muertos". En una entrevista de 2007, el director sostuvo que veía a los zombis como un desastre natural, o un cambio global, similar a los terremotos y huracanes, agregando que sus historias "se refieren a cómo las personas responden o no responden a estos y eso es realmente todo lo que han representado para mí".
La crítica social de La noche de los muertos vivientes (1968) no fue premeditada. Según Romero, el hecho de utilizar a un afrodescendiente como protagonista fue debido a que Duane Jones era "el mejor actor entre nuestros amigos". En la escena final, el personaje de Jones muere tras recibir un disparo en la cabeza. La situación con respecto a la raza aumentó cuando el director viajaba hacia Nueva York, con el fin de reunirse con un posible distribuidor para la cinta: "Esa noche en el automóvil, nos enteramos que Martin Luther King había sido asesinado. Así, el impacto de la película nos afectó de inmediato". Varios críticos de cine vieron en la cinta un mensaje contra la Guerra de Vietnam, el racismo y la Guerra Fría.
En Dawn of the Dead (1978), el director critica al consumismo. En una escena de la película, los sobrevivientes, que se refugiaban en un centro comercial, olvidan lo que está ocurriendo en el resto de la ciudad mientras recorren las tiendas. En otra escena, se ve cómo los zombis se dirigen al centro comercial, guiados por una especie de instinto o recuerdo.
Una de las críticas que realiza la película de 2008, Diary of the Dead, es hacia los medios de comunicación, pero principalmente hacia el protagonista, quien se obsesiona con la idea de hacer un documental sobre lo que está ocurriendo. Esta actitud le crea algunos problemas con sus compañeros. El director además critica la facilidad con que se puede informar utilizando la tecnología, "muchas veces esa información proviene desde una perspectiva o es simplemente una opinión. No se puede controlar".

## Legado e influencia
Si bien no fue el primero en hacer películas sobre muertos vivientes, Romero ha sido considerado por muchos el creador del arquetipo zombi en la cultura popular, al incorporar varios de los elementos característicos de este tipo de criaturas. Los zombis son seres legendarios que surgieron del folclor de Haití, los cuales eran representados como muertos reanimados a través de vudú. Esta idea de los zombis se reflejó en películas como White Zombie (1932), protagonizada por Bela Lugosi, y I Walked with a Zombie (1943). En dichas cintas, la historia tenía lugar generalmente en países del Caribe y los zombis eran en su mayoría de raza negra. Sin embargo, la película La noche de los muertos vivientes de Romero modificó la idea que se tenía sobre aquellas criaturas, las cuales pasaron de seres serviles a caníbales incontrolables. Según la escritora Stacey Abbott, la cinta de Romero se basó más en el mito de los vampiros que en los zombis haitianos: "Al igual que los vampiros, los zombis de Romero son muertos vivientes, no controlados por un ritual vudú o un médico brujo, sino que obligados a actuar por su necesidad de consumir sangre y carne humana". Varias de las características utilizadas por Romero en aquella cinta fueron posteriormente utilizadas en otras películas y videojuegos.
Durante los últimos años se han hecho algunos remakes (nuevas versiones) de las cintas de Romero. El primero de ellos fue La noche de los muertos vivientes, estrenada en 1990 y dirigida por Tom Savini. En 2004, Universal Studios produjo un remake de Dawn of the Dead en 2004, el cual fue dirigido por Zack Snyder. Aunque Romero no formó parte del proyecto, su opinión sobre la película fue positiva:

Fue mejor de lo que esperaba. Creo que es una gran película de acción. Los primeros 15, 20 minutos fueron geniales, pero poco a poco fue perdiendo su razón de ser. Se asemejó más a un videojuego.
George A. Romero

Dos años más tarde se estrenó un segundo remake de La noche de los muertos vivientes titulado Night of the Living Dead 3D y dirigido por Jeff Broadstreet. En 2008 el director Steve Miner hizo un remake de Day of the Dead. En 2010, se hizo una nueva versión de The Crazies, dirigida por Breck Eisner.
En 2004 se estrenó Shaun of the Dead, película cómica del Reino Unido que hace numerosas referencias al trabajo de Romero. Fue dirigida por Edgar Wright y protagonizada por Simon Pegg y Nick Frost. La historia gira en torno a un grupo de personas que trata de sobrevivir ante la reciente aparición de muertos vivientes. La película fue bien recibida por Romero, quien felicitó a sus creadores.
La influencia de Romero alcanzó también la industria de los videojuegos. Entre los juegos que han utilizado la fórmula ideada por Romero destacan Resident Evil, The House of the Dead, Dead Rising y Dead Island. La compañía Treyarch a modo de homenaje a George Romero, en su segundo contenido descargable de Call of Duty: Black Ops, incluye un mapa para el modo zombis llamado "Call of the Dead", en donde Danny Trejo, Sarah Michelle Gellar, Robert Englund y Michael Rooker pelean contra un ejército de zombis del cual Romero es el jefe.

## Premios
Su película de 1988, Monkey Shines, obtuvo varios premios, principalmente en festivales de cine. En Fantasporto, festival celebrado en Portugal, recibió dos galardones, el premio de los críticos y el de película fantástica internacional. En el Festival de Cine de Sitges la película obtuvo los premios al mejor director, mejor guion (el cual compartió con la cinta Da) y mejor actriz (Kate McNeil).
Romero recibió el premio "director vanguardista" en el festival de cine CineVegas, en junio de 2005, mientras presentaba su película Land of the Dead. Según el director del festival, Trevor Groth, "sus películas han inspirado a algunos de los mejores directores de terror en la historia, ganando además un devoto grupo de fanáticos". En octubre de 2007, Romero recibió un premio honorífico en el Festival de Cine de Sitges por su trayectoria. Cerca de cuatro décadas de trabajo cinematográfico lo hicieron merecedor del premio, el cual fue entregado antes de presentar su película Diary of the Dead.
En 2009 recibió un premio a la trayectoria en la ceremonia de los Scream Awards. El premio fue presentado por el director de cine Quentin Tarantino.

## Filmografía
| Año  | Título                                | Guionista | Productor | Director |
| ---- | ------------------------------------- | --------- | --------- | -------- |
| 1968 | La noche de los muertos vivientes     | ✓         |           | ✓        |
| 1971 | There's Always Vanilla                |           |           | ✓        |
| 1973 | The Winners (serie de TV)             |           |           | ✓        |
| 1973 | Season of the Witch                   |           |           | ✓        |
| 1973 | The Crazies                           | ✓         |           | ✓        |
| 1974 | O.J. Simpson: Juice on the Loose      |           |           | ✓        |
| 1976 | Martin                                | ✓         |           | ✓        |
| 1978 | Dawn of the Dead                      | ✓         |           | ✓        |
| 1981 | Knightriders                          | ✓         |           | ✓        |
| 1982 | Creepshow                             |           |           | ✓        |
| 1984 | Tales from the Darkside (serie de TV) | ✓         | ✓         | ✓        |
| 1985 | El día de los muertos                 | ✓         |           | ✓        |
| 1987 | Creepshow 2                           | ✓         |           |          |
| 1988 | Monkey Shines                         | ✓         |           | ✓        |
| 1990 | Two Evil Eyes                         | ✓         |           | ✓        |
| 1990 | La noche de los muertos vivientes     | ✓         | ✓         |          |
| 1993 | The Dark Half                         | ✓         | ✓         | ✓        |
| 2000 | Bruiser                               | ✓         |           | ✓        |
| 2005 | Land of the Dead                      | ✓         |           | ✓        |
| 2007 | Diary of the Dead                     | ✓         |           | ✓        |
| 2009 | Survival of the Dead                  | ✓         |           | ✓        |